# Robinson – revanschen
Robinson – revanschen var den 15:e säsongen av realitysåpan Expedition Robinson. Denna säsong utspelades, likt många av de tidigare säsongerna, i El Nido i Filippinerna. Till skillnad mot de tidigare fjorton säsongerna sändes denna säsong endast under måndag till torsdag under tre veckors tid, med start den 20 augusti 2012. Varje program kortades ned från 85 minuter till 60 minuter. Programmet teckentolkades även på TV4 Play. Vinnare blev Mariana "Mirre" Hammarling. 
I denna säsong kom endast deltagare från tidigare Robinsonsäsonger att tävla, därav att programmet gick under undertiteln Revanschen. Den 28 mars presenterade TV4 de tolv deltagare som man valt ut från tidigare års Robinson som skulle tävla i denna säsong. Det var vid det tillfället inte känt om fler tidigare kända Robinsondeltagare skulle komma att delta, vilket det senare visade sig göra. Då man presenterade de tolv tävlande meddelade även TV4 att Paolo Roberto skulle för fjärde säsongen i rad bli programmets programledare. Denna säsong sades bli den sista säsongen som TV4 skulle komma att producera, även om kanalen två år senare ändrade detta beslut. Detta då en ny säsong produceras i slutet av 2014 och sedan sänds våren 2015. Inspelningarna av denna säsong startade i slutet av mars 2012 och pågick sedan fram till början av maj samma år. Deltagarna befann sig på ön i totalt trettiofem dagar.

## Deltagare

### Robinsonveteraner från start
Följande medverkade från början i denna säsong. De hade deltagit i någon/några tidigare säsonger. Medverkande år anges inom parentes:
- Anna Lundh, 24 år, Mora (2009)
- Christian Ternstedt, 31 år, Växjö (2009)
- Deniz Özen, 41 år, Stockholm (1999)
- Hjalmtyr Daregård, 22 år, Stockholm (2011)
- Johnny Leinonen, 45 år, Motala (1999, 2004)
- Leif Svensson, 40 år, Lindesberg (2002, 2003)
- Mariana "Mirre" Hammarling, 44 år, Saltsjö-Boo (2002, 2003)
- Mia Laaksonen, 33 år, Göteborg (1998, 2003)
- Robert "Robban" Andersson, 37 år, Stockholm (1999, 2003, 2005)
- Sophie Uppvik, 40 år, Stockholm (1998)
- Susanne Rittedal Söderblom, 41 år, Göteborg (1998)
- Suzanna "Sanna" Benjaminsson, 42 år, Skara (2010)

### Inkommande veteranjokrar
Följande medverkande inkom under den pågående säsongen.
- Beatrice Karlsson 41 år, Arvidsjaur (2009)
- Michel Berendji, 42 år, Stockholm (2009)
- Martin Melin, 45 år, Stockholm (Robinsonvinnare 1997),[8] ej tävlande.
- Mats Kemi, 53 år, Huddinge (Robinsonvinnare 2011),[8] ej tävlande.
- Zübeyde Simsek, 43 år, Stockholm (2001, 2003), ej tävlande.

## Tävlingen
Samtliga avsnitt, utom det första avsnittet, inleddes med ett citat från vad någon av deltagarna sa i respektive avsnitt.
Robinson - revanschen inleddes med att nio av de tolv veteranerna fick åka iväg till en ö och tävla, medan de tre veteraner som varit med längst under alla de tidigare säsongerna (Leif, Mariana och Robert) fick åka till en egen ö. De nio övriga veteranerna tävlade först i en balanstävling, där förloraren (Hjalmtyr) fick åka till "Andra sidan". De resterande åtta blev istället indelade i de två lagen Guantao och Tigas, genom en pristävling mellan Leif, Mariana och Robert. Mariana, som förlorade pristävlingen, fick åka till "Andra sidan" medan de två lagen fick åka till sina respektive stränder. I det andra avsnittet inkom jokrarna Michel och Beatrice till "Andra sidan". Leif, Mariana och Robert fick före lagindelningen varsin röstsymbol som gav var och en av dem en extra röst i varje persons första öråd.
I det fjärde avsnittet fick två deltagare från respektive ordinarie lag möta "Andra sidan"-laget för första gången i en duell. En man och en kvinna (Leif och Susanne) från de ordinarie lagen fick möta en man och en kvinna (Michel och Beatrice) från "Andra sidan"-laget. Om "Andra sidan" hade vunnit, vilket de inte gjorde, så hade Leif och Susanne blivit en del av "Andra sidan" och de två ordinarie lagen hade slagits ihop till ett lag. Eftersom "Andra sidan" förlorade fick de gå till örådet.
I det femte avsnittet skedde en förändring i lagen. I en pristävling bytte Deniz och Johnny lag med varandra, varpå tävlingen kördes. Lag Tigas, som vann, fick som pris välja två av tre medlemmar från "Andra sidan", medan Guantao fick den tredje som blivit över. Därefter tillkom ytterligare två jokrar i tävlingen: Martin Melin, som vann allra första svenska Robinson, år 1997, och Mats Kemi, som vann den senaste svenska Robinson, år 2011. Dessa två körde först en egen duell innan de blev lagledare för varsitt lag. De var sedan lagledare för de två lagen innan de fick lämna sitt uppdrag efter ett program.
De två lagen Guantao och Tigas tävlade sedan i pris- och Robinsontävlingar, likt föregående säsonger. I pristävlingar vann lagen priser, medan det i Robinsontävlingarna tävlades om immunitet och att därmed slippa gå till örådet. Före sammanslagningen lämnade sex personer tävlingen (i ordning: Christian Ternstedt, Sophie Uppvik, Hjalmtyr Daregård, Deniz Özen, Michel Berendji och Johnny Leinonen). Ternstedt, Daregård, Özen och Leinonen blev utröstade, medan Uppvik och Berendji förlorade en duell. 
I det nionde avsnittet skedde en sammanslagning, genom att Guantao och Tigas slogs ihop till ett sammanslaget lag och flyttade därmed till en gemensam strand. Innan detta skedde kördes en tidräknartävling, där förloraren(Bea) fick lämna Robinson direkt. Från början var det tänkt att den tävlingen skulle gå ut på att lösa ett matematiskt problem med hjälp av sifferbrickor som deltagarna samlat på sig, men då sifferbrickorna inte räckte till avbröts tävlingen och man körde skapade en annan tävling. Siffertävlingen kördes dock i semifinalsprogrammet. Efter sammanslagningen skett inkom Zübeyde Simsek som en joker i tävlingen, dock inte som tävlande utan för att hjälpa en deltagare i en tävling. Simsek lämnade tävlingen efter en dag. Samma dag som Simsek lämnade tävlingen tvingade TV4 deltagaren Leif Svensson att avbryta sin medverkan, eftersom han brutit mot regler under sin medverkan.
I finalen kvarstod fyra deltagare (Anna, Mariana, Susanne och Robert) som kämpade om segern. För att kora Robinsonsegraren det här året tävlade de fyra kvarvarande i två finalgrenar, där endast två personer tog sig till den slutgiltiga finalen. Den första tävlingen var en variant på den tidigare klassiska finalgrenen Plankan, som vanns av Mariana. Därefter var det en ytterligare tävling som var en slags hinderbana, vilket vanns av Robert. Därmed var Anna och Susanne utslagna ur tävlingen. Den slutgiltiga grenen gick ut på att de två finalisterna skulle lita på tidigare utslagna personer att de inte skulle svika dem en sista gång. Den tävlingen vanns slutligen av Mariana, som därmed blev Robinsonvinnaren år 2012.

### Tävlingsresultat
Tabellen nedan redovisar vilket lag eller vilken/vilka personer som vann pris- och Robinsontävlingarna, samt vem som röstades ut.
| Avsnitt | Sändningsdatum   | Tävlingar                                  | Tävlingar                                  | Utröstade/ Hemskickade                     | Totalt antal örådsröster                   | Slutplacering                              | Tittarsiffror |
| Avsnitt | Sändningsdatum   | Pris- tävling                              | Robinson- tävling                          | Utröstade/ Hemskickade                     | Totalt antal örådsröster                   | Slutplacering                              | Tittarsiffror |
| ------- | ---------------- | ------------------------------------------ | ------------------------------------------ | ------------------------------------------ | ------------------------------------------ | ------------------------------------------ | ------------- |
| 1       | 20 augusti 2012  | Anna [Hjalmtyr förlorade]                  | Leif [Mariana förlorade]                   | Inget öråd skedde i avsnittet.             | Inget öråd skedde i avsnittet.             | Inget öråd skedde i avsnittet.             | 1 091 000     |
| 2       | 21 augusti 2012  | Johnny                                     | Tigas                                      | Christian                                  | 3−2                                        | Första utröstade Dag 6                     | 778 000       |
| 3       | 22 augusti 2012  | Ingen [Sophie & Suzanna förlorade]         | Suzanna                                    | Sophie                                     | -                                          | Förlorade duellen Dag 9                    | 583 000       |
| 4       | 23 augusti 2012  | Guntao och Tigas ["Andra sidan" förlorade] | Guntao och Tigas ["Andra sidan" förlorade] | Hjalmtyr                                   | 3−2                                        | Andra utröstade Dag 11                     | 738 000       |
| 5       | 27 augusti 2012  | Tigas                                      | Martin [Mats förlorade]                    | Inget öråd skedde i avsnittet.             | Inget öråd skedde i avsnittet.             | Inget öråd skedde i avsnittet.             | 668 000       |
| 6       | 28 augusti 2012  | Leif                                       | Tigas                                      | Martin                                     | -                                          | Avbröt medverkan Dag 16                    | 773 000       |
| 6       | 28 augusti 2012  | Leif                                       | Tigas                                      | Mats                                       | -                                          | Avbröt medverkan Dag 16                    | 773 000       |
| 6       | 28 augusti 2012  | Leif                                       | Tigas                                      | Deniz                                      | 4−2                                        | Tredje utröstade Dag 17                    | 773 000       |
| 7       | 29 augusti 2012  | Tigas                                      | Duellen avgjordes i det åttonde avsnittet. | Duellen avgjordes i det åttonde avsnittet. | Duellen avgjordes i det åttonde avsnittet. | Duellen avgjordes i det åttonde avsnittet. | 793 000       |
| 8       | 30 augusti 2012  | Leif                                       | Guntao                                     | Michel                                     | -                                          | Förlorade duellen Dag 20                   | 639 000       |
| 8       | 30 augusti 2012  | Leif                                       | Guntao                                     | Johnny                                     | 5−1                                        | Fjärde utröstade Dag 23                    | 639 000       |
| 9       | 3 september 2012 | Ingen [Beatrice förlorade]                 | Ingen [Beatrice förlorade]                 | Beatrice                                   | -                                          | Förlorade tävling Dag 25                   | 760 000       |
| 10      | 4 september 2012 | Ingen pristävling hölls                    | Robert [Mia och Mariana förlorade]         | Leif                                       | -                                          | Diskvalificerad Dag 26                     | 786 000       |
| 11      | 5 september 2012 | Mariana                                    | Robert                                     | Mia                                        | -                                          | Förlorade duellen Dag 29                   | 916 000       |
| 11      | 5 september 2012 | Mariana                                    | Robert                                     | Suzanna                                    | 3−2                                        | Femte utröstade Dag 31                     | 916 000       |
| 12      | 6 september 2012 | Mariana                                    | Robert                                     | Susanne & Anna                             | −                                          | Utslagna Dag 34                            | 890 000       |
| 12      | 6 september 2012 | Finalen                                    | Finalen                                    | Robert                                     | 3−0                                        | Tvåa Dag 35                                | 890 000       |
| 12      | 6 september 2012 | Finalen                                    | Finalen                                    | Mariana                                    | 3−0                                        | Robinson Revanschen Dag 35                 | 890 000       |

## Laguppställningar
Nedan listas lagen såsom de såg ut under tävlingens gång. Deltagarna står listade i alfabetisk ordning i respektive lag.
Lagmedlemmar som röstats ut står markerade i rött i den ordning som de röstats ut i och/eller lämnat tävlingen i. Grönmarkerade personer gick från ett lag till ett annat lag. Mariana Hammarling är markerad i grön, då hon vann Robinson efter sammanslagningen.

### Lagen före sammanslagningen
| Nr | Lag Guntao          |
| 1  | Anna Lundh          |
| 2  | Beatrice Karlsson   |
| 3  | Mia Laaksonen       |
| 4  | Leif Svensson       |
| 5  | Mats Kemi           |
| 6  | Deniz Özen          |
| 7  | Johnny Leinonen     |
| 8  | Christian Ternstedt |

| Nr | Lag Tigas                  |
| 1  | Robert Andersson           |
| 2  | Mariana Hammarling         |
| 3  | Susanne Rittedal Söderblom |
| 4  | Suzanna Benjaminsson       |
| 5  | Johnny Leinonen            |
| 6  | Michel Berendji            |
| 7  | Martin Melin               |
| 8  | Deniz Özen                 |
| 9  | Sophie Uppvik              |

| Nr | Andra sidan        |
| 1  | Beatrice Karlsson  |
| 2  | Michel Berendji    |
| 3  | Mariana Hammarling |
| 4  | Hjalmtyr Daregård  |

### Lagen efter sammanslagningen
| Nr | Lag Robinson               |
| 1  | Mariana Hammarling         |
| 2  | Robert Andersson           |
| 3  | Anna Lundh                 |
| 3  | Susanne Rittedal Söderblom |
| 5  | Suzanna Benjaminsson       |
| 6  | Mia Laaksonen              |
| 7  | Leif Svensson              |
| 8  | Beatrice Karlsson          |